# Dolchstoßlegende

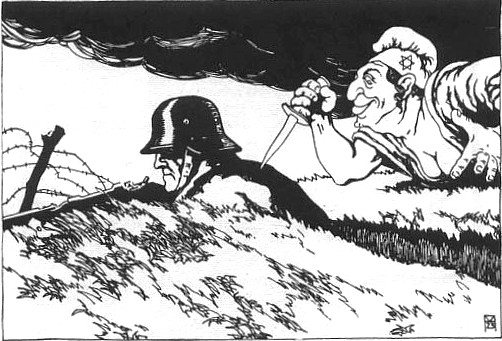
Raffigurazione austriaca della "pugnalata alla schiena", datata marzo 1919: si vede una parodia della Marianne francese con tratti caricaturali ebraici colpire alle spalle un soldato tedesco

Il termine Dolchstoßlegende, traducibile in italiano come "leggenda della pugnalata alla schiena", è un mito sociale ed una mossa propagandistica con la quale i nazionalisti tedeschi addossarono le colpe della sconfitta della Germania imperiale nella prima guerra mondiale non all'inferiorità militare delle forze armate germaniche nei confronti delle potenze alleate, ma al crollo del cosiddetto fronte interno, alla presunta sedizione e al preteso disfattismo anti-nazionale delle correnti politiche tedesche democratiche e popolari.

## Descrizione
Molti tedeschi avevano appoggiato la guerra, o vi avevano combattuto, o conoscevano qualcuno che vi aveva perso la vita. Molti di essi credevano che le cause del coinvolgimento austro-tedesco nella guerra fossero giustificate e che lo scopo a lungo cercato, quello della costruzione di una nazione tedesca unificata, sarebbe stato conseguito. Invece la guerra era costata la vita a 1.770.000 soldati tedeschi e a 760.000 civili, devastando l'economia e causando perdite sia nel territorio che nella sovranità nazionale.
Piuttosto che cercare le colpe al loro interno, i nazionalisti e gli ex capi militari cercarono di addossare la colpa ad altri, e presto i capri espiatori vennero identificati nei politici della Repubblica di Weimar, nei socialdemocratici, e nell'"internazionale ebraica", termine che si riferiva agli ebrei con un percepito eccesso di benessere e influenza.
Questi "criminali di novembre" (Novemberverbrecher), sostenevano i nazionalisti, li avevano "pugnalati alle spalle" sul "fronte interno", sia criticando la causa del nazionalismo tedesco, sia, semplicemente, non mostrandosi sostenitori abbastanza entusiasti di quest'ultimo. In essenza, l'accusa era quella di aver commesso tradimento nei confronti della giusta causa comune. Questo mito sociale ebbe vasta risonanza nel pubblico, e le sue pretese avrebbero codificato le basi del supporto all'emergente Partito Nazista, sotto una forma di nazionalismo basato sulla razza.

### Origini
Nell'ultima parte della guerra, la Germania era in pratica governata da una dittatura militare, con l'Alto Comando Supremo (in tedesco: OHL, "Oberste Heeresleitung") e il feldmaresciallo generale Paul von Hindenburg come comandante in capo e consigliere del Kaiser. Dopo il fallimento dell'ultima offensiva tedesca sul fronte occidentale nel 1918, lo sforzo bellico tedesco era condannato. In risposta a ciò, l'OHL si preparò per un rapido cambiamento in favore di un governo civile. Il generale Erich Ludendorff, capo dello Stato Maggiore tedesco, disse: «Ho chiesto a Sua Eccellenza di portare ora al potere quei circoli cui dobbiamo ringraziamento per averci seguito fin qui. Noi vogliamo quindi portare questi gentiluomini nei ministeri. Essi potranno ora fare la pace che è necessaria. Potranno mangiare la minestra che hanno preparato per noi!».
L'11 novembre 1918 i rappresentanti civili dell'appena costituita Repubblica, firmarono un armistizio con gli Alleati che avrebbe posto fine alla prima guerra mondiale. Il successivo trattato di Versailles, portò la Germania a un'ulteriore perdita territoriale e finanziaria. Essendo stato il Kaiser costretto ad abdicare, ed avendo il governo militare ceduto il potere esecutivo, fu il governo civile (in quel momento provvisorio) che "dovette" negoziare la pace. Ciò portò alla firma del trattato di Versailles. Anche se disprezzarono il trattato, questo fu molto conveniente per i generali in quanto non prevedeva tribunali per i crimini di guerra. I generali vennero celebrati come eroi invitti, ed essi poterono prepararsi in segreto per la rimozione della repubblica di cui avevano favorito la nascita.

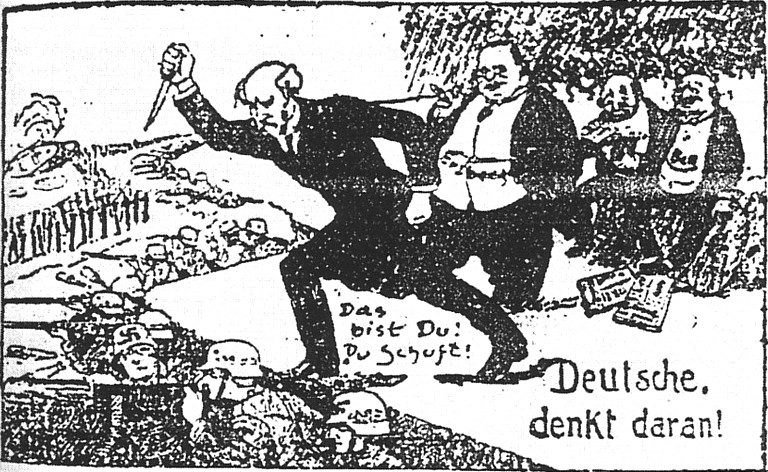
In questa immagine, diffusa negli ambienti della destra tedesca nel primo dopoguerra, si vede il cancelliere socialdemocratico Philipp Scheidemann pugnalare i membri dell'esercito del Reich insieme al suo vice Matthias Erzberger

In effetti, già nel 1919 la Reichswehr (Milizia Nazionale) aveva iniziato ad "educare" un impressionabile Adolf Hitler circa le cause della guerra e della sconfitta, inculcando potentemente la Dolchstoßlegende nella sua mente. Fu Ludendorff che avrebbe guidato il fallimentare putsch della birreria dell'8 novembre 1923 assieme ad Hitler; fu la Reichswehr che fornì le prime sovvenzioni al Partito Nazista e fu l'ottantacinquenne Paul von Hindenburg che avrebbe nominato Hitler Cancelliere del Reich, il 30 gennaio 1933.
La nascita ufficiale della leggenda può essere datata al novembre 1918, quando Hindenburg tentò di esonerare se stesso e l'esercito tedesco nel suo complesso, dando la colpa ad una "pugnalata alle spalle" da parte delle truppe di stanza in Germania, che si unirono ai comitati di soldati e marinai durante le sollevazioni spartachiste. Il termine "criminali di novembre" si riferisce sia agli statisti che firmarono il trattato di Versailles, sia a una vasta cospirazione giudaico-marxista, che venne spesso interpretata come comprendente i tedeschi che non erano considerati sufficientemente patriottici o militaristi. Venne anche applicato a coloro i quali parteciparono alla rivoluzione che rovesciò il governo imperiale ed istituì la Repubblica di Weimar.
Alla data dell'armistizio, infatti, nessun soldato alleato aveva messo piede sul suolo tedesco, e sul fronte occidentale le truppe tedesche occupavano ancora territorio francese, mentre, ad est, la Pace di Brest-Litovsk aveva sancito la vittoria sulla Russia. Molti di quelli che credevano ciecamente nell'invincibilità dell'esercito affermarono che gli statisti che avevano firmato il trattato di Versailles erano dei traditori, e che se non fosse stato per loro la vittoria sarebbe infine giunta. Un'opinione supportata dal fatto che la leadership tedesca credeva di ottenere condizioni eque e giuste in un trattato di pace, basandosi sui 14 punti di Woodrow Wilson.
Come risultato del trattato, il territorio tedesco venne invece ridotto di un settimo. La Renania venne demilitarizzata e le truppe Alleate ne occuparono molte aree. Ci furono anche delle colossali riparazioni di guerra che avrebbero dovuto essere pagate su un periodo di 70 anni (ovvero fino al 1988). Dal punto di vista della propaganda, quello che forse fu l'aspetto più importante del trattato fu la clausola di colpevolezza per la guerra, che costrinse la Germania ad addossarsi la completa responsabilità del conflitto.
Il trattato divenne enormemente impopolare in Germania, in buona parte perché si intrometteva estesamente nella sovranità interna tedesca. Comunque gli Alleati furono disposti a ridurne gradualmente le conseguenze negli anni seguenti, per contrastare l'Unione Sovietica anti-capitalista. Inoltre, la Repubblica di Weimar guidata da Friedrich Ebert, soppresse con violenza le sollevazioni degli operai, con l'aiuto della Reichswehr, e tollerò i Freikorps paramilitari che si formavano in tutta la nazione. Nonostante o grazie a questa tolleranza nei confronti dell'estrema destra, la repubblica venne attaccata brutalmente, e molti dei suoi rappresentanti, come nel caso di Walther Rathenau, vennero assassinati, mentre altri vennero additati come "criminali" ed "ebrei" dalla stampa di estrema destra dominata da Alfred Hugenberg.
La ben finanziata propaganda del Dolchstoß, riuscì a celare i punti chiave che portarono all'armistizio e alla repubblica, così l'idea della "pugnalata alle spalle" si rivelò altamente efficace nella costruzione di un forte movimento nazionalista in Germania. La sua efficacia emotiva derivava dal modo in cui indirizzava la rabbia e la confusione provata non solo dal tedesco medio, ma anche dai soldati di ritorno dal fronte. Molti di questi uomini, sentendosi scollegati dalla società civile a causa della loro esperienza al fronte, erano solo desiderosi di unirsi ai Freikorps per ottenere un qualche tipo di rivincita. L'antisemitismo latente, intensificato dal predominio ebraico nella Repubblica Sovietica Bavarese (dalla breve vita), poté essere sfruttato facilmente per costruire su di esso una potente ideologia razzista.
Come tale, il Dolchstoß divenne rapidamente un'immagine centrale della propaganda prodotta dai molti partiti politici di estrema destra e tradizionalmente conservatori, che sorsero nei primi giorni della Repubblica di Weimar, compreso l'NSDAP di Hitler. Per lo stesso Hitler, avere un modello esplicativo della prima guerra mondiale, fu di cruciale importanza personale. Egli aveva appreso della sconfitta tedesca mentre veniva curato per via di una cecità temporanea causata da un attacco con i gas al fronte. Egli narrò di aver avuto all'epoca una visione che lo spinse a entrare in politica e "correggere quei terribili errori", (Spielvogel) "liberare i tedeschi dai loro legacci e rendere grande la Germania." Per tutta la sua carriera si scagliò con successo contro i "criminali di novembre".

### La "pugnalata alle spalle" fuori dalla Repubblica di Weimar
A causa della potenza dell'immaginario della pugnalata alle spalle, e della percezione politica diffusa tra i conservatori, per cui un fronte interno politicamente ostile può provocare la sconfitta in guerre altrimenti vincibili, la leggenda della pugnalata alle spalle è comune in diverse società moderne. In particolare essa viene spesso usata per spiegare la sconfitta degli Stati Uniti nella guerra del Vietnam. Nel contesto del coinvolgimento statunitense in tale conflitto, la leggenda della pugnalata alle spalle fa parte della sindrome del Vietnam.